# Paolo Bortoluzzi
Paolo Bortoluzzi ( Génova, 17 de mayo de 1938-Bruselas, 16 de octubre de 1993) fue un bailarín, coreógrafo, maestro de baile y director italiano.
Se formó con Ugo dell'Ara y posteriormente con Nora Kiss, Victor Gsovsky y Asaf Messerer, debutando en 1956 con la compañía de Dell'Ara.
Entre 1960 y 1972 fue uno de los principales bailarines del Ballet del Siglo XX de Maurice Béjart, donde creó el Bolero de Ravel, Baudelaire, "Lieder eines fahrenden Gesellen" y la Novena Sinfonía (1964). Luego bailó como estrella en el ballet de Düsseldorf y en el American Ballet Theatre desde 1972 hasta su retiro en 1981.
Fue director del ballet de La Scala entre 1981 y 1984 y del Ballet de Burdeos entre 1990-93.
Se casó con la bailarina Jaleh Kerendi, con la que tuvo dos hijos.
Murió de una hemorragia cerebral a los 55 años.